# 성화초등학교
성화초등학교(聖化初等學校)는 대한민국 충청북도 청주시 흥덕구에 있는 공립 초등학교이다.

## 학교 연혁
- 2004년 10월 5일: 개교

## 참고 자료
- 성화초등학교 - 한국교육학술정보원 학교알리미